# Johannes Haage
Johannes Haage (* um 1980 in Hamburg) ist ein deutscher Jazzmusiker (Gitarre, Komposition).

## Leben und Wirken
Haage erhielt bereits mit fünf Jahren klassischen Unterricht auf der Geige. Mit 13 Jahren wechselte er zur Gitarre. Ein Schüleraustausch in den USA brachte ihn zum Jazz. Er wurde Mitglied im Landesjugend-Jazzorchester Hamburg Jazzessence und war an dessen Album In Time beteiligt. Ab 1999 studierte er an der Folkwang Hochschule der Künste in Essen, ab 2003 an der Hochschule für Musik Hanns Eisler Berlin, wo er 2006 mit dem Diplom abschloss. Weiterhin absolvierte er Kurse am kanadischen Banff Centre of the Arts und der School for Improvisational Music in New York City bei Bill Frisell, Brad Shepik oder Ben Monder.
Seit 2002 ist Haage als freischaffender Musiker in Berlin tätig und an zahlreichen Tonträgerproduktionen beteiligt. Seit 2006 betreibt er das Label Shoebill Music. Er leitete eigene Gruppen wie P.O. 5 und ein Trio mit Andreas Lang und Sebastian Merk. Mit seinem aktuellen Trio Drift (mit Matthias Pichler und Joe Smith) veröffentlichte er bei Shoebill die Alben Drift (2015), Darwin’s Blues (2019) oder Wings (2022). Mit der mit Ben Kraef geleiteten Haage Kraef Band entstand das Album Waiting for What? (2018).  Weiterhin arbeitete er mit Musikern wie Philipp Gropper, Richard Koch, Oliver Potratz, Oliver Steidle, Phil Donkin, Heinrich Köbberling, Petra Krumphuber oder Brendan Dougherty.
Ferner veröffentlichte Haage das Arbeitsbuch Voice Motion. Melodic Movement within Three-Part Harmony (MelBay). Er ist zudem als Dozent und als Koordinator des Curricular Music Programs an der Berlin Brandenburg International School tätig.